# Rytidosperma tenuius
Rytidosperma tenuius là một loài thực vật có hoa trong họ Hòa thảo. Loài này được (Steud.) O.E.Erikss., A.Hansen & Sunding miêu tả khoa học đầu tiên năm 1979.